# 托贡
托贡（法語：Taugon，法語發音：[toɡɔ̃]）是法国滨海夏朗德省的一个市镇，位于该省东北部，属于拉罗谢尔区。

## 历史
托贡成立于1847年，从拉龙德独立而成。

## 地理
托贡（46°18'30"N, 0°50'4"W）面积15.7 平方千米，位于法国新阿基坦大区滨海夏朗德省，该省份为法国西部滨海省份，北起旺代省，西临大西洋，南至吉倫特省，东南接多爾多涅省，东北接德塞夫勒省接壤，东临夏朗德省。
与托贡接壤的市镇（或旧市镇、城区）包括：拉龙德、圣西尔迪多雷、圣让德利韦尔赛、马耶、维克斯。
托贡的时区为UTC+01:00、UTC+02:00（夏令时）。

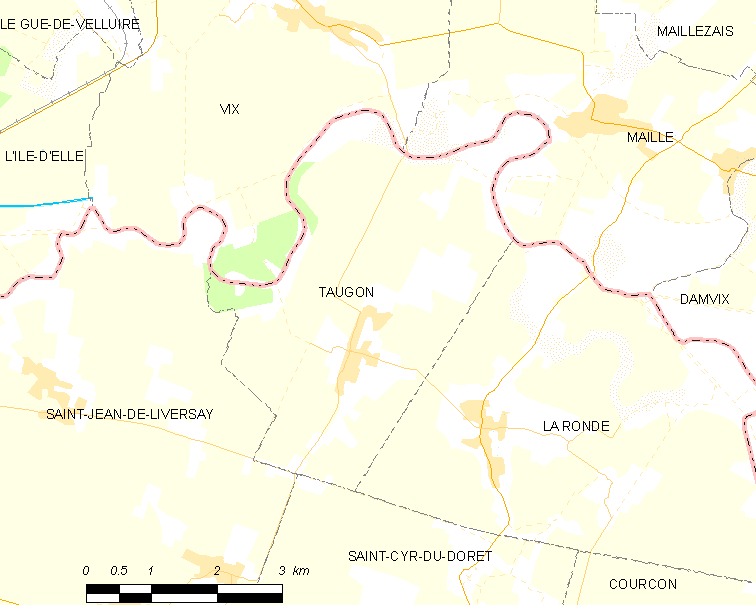
托贡的OSM定位图

## 行政
托贡的邮政编码为17170，INSEE市镇编码为17439。

## 政治
托贡所属的省级选区为马朗县。

## 交通
滨海夏朗德省省道D109线经过境内。

## 人口

1962-2008年间托贡人口变化图示

托贡于2022年1月1日时的人口数量为772人。